# Tsjechisch basketbalteam (vrouwen)
Het Tsjechisch nationaal basketbalteam is een team van basketballers dat Tsjechië vertegenwoordigt in internationale wedstrijden. De Česká Basketbalová Federace (Tsjechische basketbalbond) is verantwoordelijk voor het Tsjechisch basketbalteam. 
Het Tsjechisch nationaal basketbalteam heeft tweemaal een medaille gewonnen op het Europees kampioenschap, de Eurobasket. In Eurobasket vrouwen 2003 werd het team tweede en in Eurobasket vrouwen 2005 werd Tsjechië eerste. Op het Wereldkampioenschap werd Tsjechië tweede in 2010.

## Tsjechië tijdens internationale toernooien

### Wereldkampioenschap basketbal
- Wereldkampioenschap basketbal vrouwen 2006: 7e
- Wereldkampioenschap basketbal vrouwen 2010: 2e
- Wereldkampioenschap basketbal vrouwen 2014: 9e

### Eurobasket
- Eurobasket vrouwen 1995: 7e
- Eurobasket vrouwen 1997: 9e
- Eurobasket vrouwen 1999: 5e
- Eurobasket vrouwen 2001: 9e
- Eurobasket vrouwen 2003: 2e
- Eurobasket vrouwen 2005: 1e
- Eurobasket vrouwen 2007: 5e
- Eurobasket vrouwen 2009: 9e
- Eurobasket vrouwen 2011: 4e
- Eurobasket vrouwen 2013: 6e
- Eurobasket vrouwen 2015: 11e
- Eurobasket vrouwen 2017: 13e
- Eurobasket vrouwen 2019: 15e
- Eurobasket vrouwen 2021: 15e
- Eurobasket vrouwen 2023: 7e
- Eurobasket vrouwen 2025: 6e

### Olympische Spelen
- Olympische Spelen 2004: 5e
- Olympische Spelen 2008: 7e
- Olympische Spelen 2012: 7e